# Station JR Namba
Station JR Namba (JR難波駅, JR Namba-eki) is een spoorwegstation in de wijk Naniwa-ku in Osaka, Japan. Het wordt aangedaan door de Yamatoji-lijn.Naast dit station zijn er nog twee andere stations met de naam 'Namba': Osaka Namba en Namba, die beide ten oosten van het JR-station liggen. Het station heeft 4 sporen.

## Lijnen

### JR West
| 1-2 | ■ Yamatoji-lijn | richting Tennoji, Ōji en Nara (sneltreinen en intercity's) |
| 3-4 | ■ Yamatoji-lijn | richting Tennoji, Ōji en Nara (stoptreinen)                |

## Geschiedenis
Het station werd in 1889 geopend als station Minatomachi aan de voormalige Osaka-spoorlijn en in 1900 aan de Kansai-lijn. In 1989 werd het station 100 meter naar het zuidwesten verplaatst en in 1994 kreeg het de naam JR Namba.

## Stationsindeling
Het station is via wandelgangen en winkelcentra verbonden met de stations Namba en Osaka Namba.

## Overig openbaar vervoer
Bussen 29, 52, 50, 71, 84, 85, 103, 103A en 108.

## Stationsomgeving
Het station bevindt zich aan de westkant van de buurt Namba.
- Minato River Place
  - FM Osaka
- Hoofdkantoor van de Sankei Shimbun (krant)
- Osaka City Air Terminal
- Namba Marui
- Sunkus
- 7-Eleven
- Lawson
- Max Valu (supermarkt)

(Kansai-lijn<<) Kamo · Kizu · Narayama · Nara · Kōriyama · Yamato-Koizumi · Hōryūji · Ōji · Sangō · Kawachi-Katakami · Takaida · Kashiwara · Shiki · Yao · Kyūhōji · Kami · Hirano · Tōbu-Shijō-mae · Tennōji · Shin-Imamiya · Imamiya (>>Osaka-ringlijn) · JR Namba